# Catedral del Redentor
La catedral del Redentor es un templo cristiano de Madrid perteneciente a la Iglesia Española Reformada Episcopal.

## Historia y características
La congregación del Redentor es más antigua que el mismo edificio. Ella fue formada en 1869 y su primer pastor fue Antonio Carrasco. Originalmente la congregación se reunía en un local en la plaza de Santa Catalina, y después en la calle de la Madera, 8.

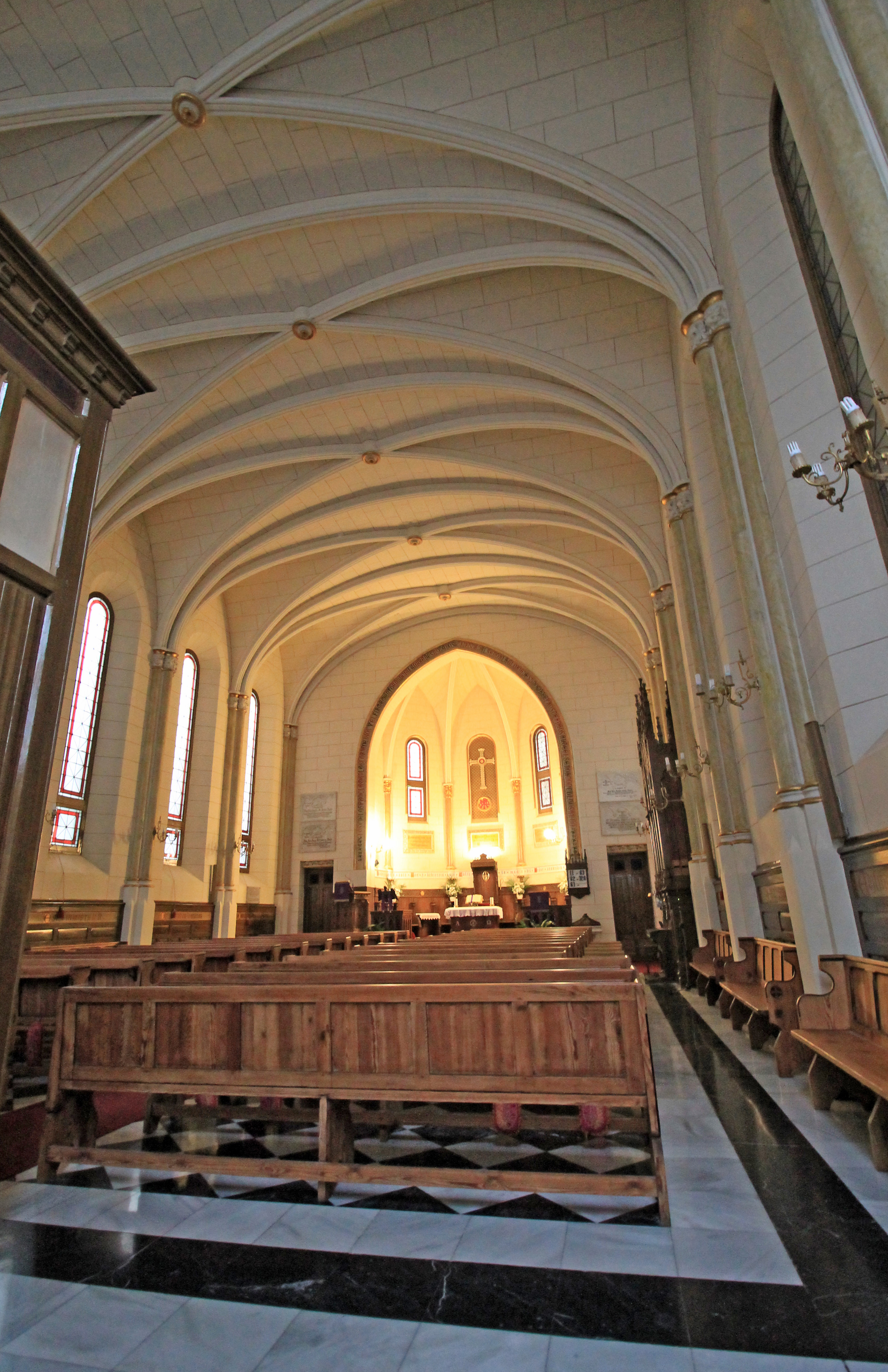
Vista del interior

El templo se halla emplazado en el número 18 de la calle de la Beneficencia del barrio de Justicia, perteneciente al distrito Centro de la capital.
De estilo neogótico, fue obra del arquitecto Enrique Repullés Segarra y su construcción tuvo lugar entre 1891 y 1892. La apertura de la iglesia, prevista para 1892, tuvo que ser pospuesta a 1893; fue cerrada en 1894 por Alberto Aguilera.
Fue consagrada durante el sexto sínodo de la Iglesia española reformada episcopal, que se llevó a cabo en septiembre de 1894. Fue durante aquel sínodo que Juan Bautista Cabrera Ibarz fue ordenado como el primer obispo de la iglesia. Fue ordenado por tres obispos de la Iglesia de Irlanda.
El obispo de la IERE, y por lo tanto el pastor principal de la catedral, ha sido Carlos López Lozano desde 1995.